# Thannberg (Thurmansbang)
Thannberg ist ein Gemeindeteil der Gemeinde Thurmansbang im niederbayerischen Landkreis Freyung-Grafenau.

## Lage
Das Pfarrdorf liegt vier Kilometer südwestlich von Thurmansbang an der Straße nach dem etwa ähnlich weit entfernten Eging am See im Süden, das bereits zum Landkreis Passau gehört.

## Geschichte
Inmitten der bereits 1270 nachweisbaren alten Bamberger Güter Schlinding, Kneisting und Traxenberg entstand erheblich später das lange Zeit wenig bedeutende Thanberg. 1873 befanden sich hier sechs Häuser, einer Beschreibung aus dem Jahr 1878 zufolge bestand damals der Ort aus fünf zerstreut liegenden Wohngebäuden mit 45 Einwohnern und einem Gasthaus mit Metzgerei.
1906 gab es im Ort elf zerstreut liegende Häuser mit 52 Einwohnern. 1930 bis 1931 wurde nach dem Plan von Architekt Michael Kurz die Kirche St. Hartmann als Filialkirche von Eging erbaut. Sie besitzt ein Kreuz aus der Zeit der Renaissance. 1949 wurde die Filiale Thannberg zur Expositur erhoben. Zur Expositur gehörten im Jahr 1989 537 Katholiken.
1952 zählte das eigentliche Thannberg 70 Einwohner, inzwischen sind es 262. Seit 1990 entstand östlich von Thannberg das neue Gewerbegebiet der Gemeinde Thurmansbang. Entscheidend für diese Entwicklung war die verkehrstechnisch günstige Lage zwischen den Orten Thurmansbang und Eging direkt an der Straße FRG 33, die weiter in Richtung der Bundesautobahn 3 verläuft.

## Vereine
- FC Thannberg
- Freiwillige Feuerwehr Thannberg, gegründet 1897
- Soldaten- und Reservistenverein Thannberg
- Waldschützen Thannberg
- Tennisclub Thannberg
- Frauenbund Thannberg